# Campeonato Mundial de Esgrima de 1948
O Campeonato Mundial de Esgrima de 1948 foi a 18ª edição do torneio organizado pela Federação Internacional de Esgrima (FIE). O evento foi realizado em Haia, Países Baixos, reunindo apenas eventos não olímpicos. 

## Resultados
Feminino
| Evento             | Ouro | Prata                                                                                          | Bronze                                                                                             |
| Florete por equipe | Dinamarca · Solveig Jørgensen · Karen Lachmann · Kate Mahaut · Grete Olsen · Ulla Barding · Kirsten Suhr-Hansen | Hungria · Ilona Elek · Margit Elek · Éva Kun · Katalin Horváth · Magdolna Nyári · Ilona Vargha | França · Jacqueline Baudot · Renée Garilhe · Françoise Gouny · Alice Karren · Louisette Malherbaud |

## Quadro de medalhas
| Ordem | País      | Medalha de ouro | Medalha de prata | Medalha de bronze |   |
| ----- | --------- | --------------- | ---------------- | ----------------- | - |
| 1     | Dinamarca | 1               |                  |                   | 1 |
| 2     | Hungria   |                 | 1                |                   | 1 |
| 3     | França    |                 |                  | 1                 | 1 |
| TOTAL | TOTAL     | 1               | 1                | 1                 | 3 |